# Kane (киберспортсмен)
Михаи́л Алексе́евич Благин (укр. Михайло Олексійович Благін; род. 4 января 1986, Харьков), более известный под никнеймом Kane (рус. Кейн) — украинский киберспортсмен и тренер. Наиболее известен как капитан команды pro100 (2009) и тренер Gambit Esports и Natus Vincere (2017—2019). Чемпион PGL 2017 Krakow Major Championship в составе Gambit.

## Counter-Strike

### История создания никнейма
Первым никнеймом Михаила стал «SolomonKane», позднее сократив его до «Kane».
«Тогда я любил читать фэнтези, есть фильм такой — „Соломон Кейн“. Ник у меня „SolomonKane“ был, самый первый, а потом я его сократил до „Kane“. Но взял его я из книжки, но а фильм получился слабенький».

### Карьера игрока
После полученной футбольной травмы в 14-летнем возрасте, вместе со своими друзьями, он познакомился с игрой Counter-Strike. Играл в таких командах как pro100, Virtus.pro.

#### Первая команда
Первой командой для Михаила Благина, стала украинская команда pro100, в которую он присоединился в 2001 году вместе с такими игроками как: Юрий «dobroeLama» Леонов, Вадим «dvl» Божко, Иоанн «Edward» Сухарёв, Евгений «Motya» Ткачёв. Этим составом, они выиграли первый всеукраинский турнир в Донецке. После победы на турнире, была вынужденная замена Вадима «dev1l» Божко на Антона «3`x0n» Лачкова. Этот состав прогремел на всю Украину на WCG 2003 Ukraine.
Один из самых успешных составов pro100 образовался в 2004 году: Михаил «Kane» Благин, Даниил «Zeus» Тесленко, Дмитрий «raz0r» Петрухно, Евгений «KEKC» Петрухно и Иоанн «Edward» Сухарёв. Самым первым достижением для этого состава, стала бронза на ASUS Autumn Cup 2004, но уже через год, они завоевали золото на ASUS Autumn Cup 2005, где в финале они обыграли Virtus.pro.
В 2007 году «Kane» покидает команду pro100.

#### Потеря мотивации
После того, как Михаил «Kane» Благин, вместе с Даниилом «Zeus» Тесленко и Иоанном «Edward» Сухарёвым покинули команду Virtus.pro, они попытались собрать вокруг себя команду, но из-за плохого финансирования Михаил покинул команду.
«Проблема заключалась в том, что зарплат не было и основной финансовый доход который мы имели — это были те самые турниры. Ты выигрываешь турнир — получаешь денег на ближайшие 3 месяца, на карманные расходы и дальше себе играешь. И тут мы столкнулись с такой ситуацией, что денег нет, а работать надо. В это время рядом в жизни куча разных удовольствий, куча всего. Конечно я поддался соблазну и смотрел, что вот есть альтернативы, жизнь там гораздо слаще. Тут нужно работать не покладая рук, а там ты просто можешь получать удовольствие».

#### Возвращение в Counter-Strike
Не наблюдая за Counter-Strike’ом с периода 2009 года и до 2014 года, встретившись с Даниилом «Zeus» Тесленко и Иоанном «Edward» Сухарёвым, они предложили ему попробовать стать помощником тренера, ведь как говорили они, что у Михаила было много светлых идей. Но Сергей «Starix» Ищук не дал согласия на роль помощника тренера, он не хотел рисковать.

Но уже в конце 2015 года, начав активно интересоваться киберсценой, просматривать игры, он стал замечать, что то что видит он — команды могут делать лучше.
«Где-то в конце 2015 года, я начал активно интересоваться, начал смотреть игры, но в один момент, я вижу то, что команды могут делать лучше или я вижу то, что тут можно легко обыгрывать, тут чего-то не хватило. Когда я увидел это, я подумал о том, что не хватает меня, ведь когда-то, я очень сильно горел этой игрой, я посвятил ей очень много времени. Игра все равно осталась моей, да, не спорю: она изменилась, появилось много всего нового — но это не значит, что это не моя игра».

#### Уход из FlipSid3
После того как Kane покинул FlipSid3, из команды Natus Vincere кикнули её капитана — Даниил «Zeus» Тесленко, и после этого они решили что-то делать вместе, в независимости не отчего. Возможно, это могла стать другая команда или их собственная. Вначале у них не было никаких предложений от команды Gambit Esports, они решались собрать свою команду: просматривали разных игроков, думали что к чему будет.

### Gambit Esports
После ухода Даниила и Михаила, Gambit Esports предложили ему и «Zeus’у» стать частью команды, ведь они хотели добиться чего-то большего, они хотели поменять двух игроков команды на более сильных в своих ролях. Впоследствии заменили капитана «Hooch’a», ведь они считали, что капитану команды нужно определённо быть сильнее.
И вот уже Михаил, Даниил и Абай «Hobbit» Хасенов — присоединились к Gambit Esports.

#### Результаты команды
- DreamHack Open Winter 2016 — 1 место
- DreamHack Open Austin 2017 — 1 место
- PGL Krakow Major 2017 — 1 место[3]

#### Уход из команды Gambit Esports
После PGL Krakow Major Даниил «Zeus» Тесленко и Михаил «Kane» Благин покинули Gambit Esports, в связи с тем, что «Kane» не устраивал Gambit как тренер.
«Мы работали с командой где-то 2 недели, потом поехали на турнир в Германию ESWC & Acer Predator Master, где позже, Миша Столяров заявил: „мы не знаем как будем с тобой работать, у нас был тренер, который был не хуже тебя..“. И эта ситуация о том, что я слабый тренер, она продолжалась на протяжении определённого периода времени. То, что меня кикнули — не было для меня новостью, но это стало новостью, когда меня кикнули после победы на мажоре».

### Natus Vincere
Все СНГ сообщество было шокировано тем, что Даниил Тесленко возвращается в команду, а Михаил заменил в свою очередь тренера «Andi». Как говорил сам Михаил об этом переходе: 
«Ребята приняли радушно, атмосфера абсолютно рабочая. Честно, когда приходишь в команду, которая на протяжении долгого времени получала плохие результаты, я ожидал увидеть, более тусклую ситуацию, но я думаю, что отдых пошел на пользу, все перезарядились. Мы со своей стороны, постараемся не подвести».

## Карьера в покере

### Профессиональный покер
Как рассказывал Миша в одном из своих интервью, что в то время, можно было играть в покер и свободно работать, но со временем конкуренция росла, но это не мешало Михаилу занимать призовые места.

За свою карьеру в покере, «Kane» выиграл относительно много турниров на PokerStars, но очень крупных турниров он не выигрывал. Самый крупный призовой фонд, который Михаил успешно выигрывал — 12 000 000 $.
«..деньги доставались так легко, жизнь была такой беззаботной, что я просто не задумывался про завтрашний день, я думал что я буду побеждать всегда. Я думаю, что в какой-то период времени, порядка 2010—2011 год, я мог зарабатывать хорошие деньги, но из-за того, что я относился к деньгам так, что: „Да ладно, гудим, тратим, завтрашний день — это завтрашний день, а вот есть сегодняшний.“ Из-за этого мне нужно было сделать скачок на более высокие лимиты, потому что на низкие были определённые лимиты, чтобы выигрывать больше — нужно играть высокие лимиты, для этого нужно не гулять, не транжирить. Но вот что получилось… хотел гулять — гулял».

## Достижения

### Counter-Strike: Global Offensive
| Место    | Команда          | Турнир                                    | Место проведения | Дата            | Призовые  |
| 2016 год | 2016 год         | 2016 год                                  | 2016 год         | 2016 год        | 2016 год  |
| -------- | ---------------- | ----------------------------------------- | ---------------- | --------------- | --------- |
| 5—8      | Flipsid3 Tactics | ESL One: Cologne 2016                     | Кёльн            | 5—10 июля       | 35 000 $  |
| 5—8      | Gambit Esports   | ESWC 2016                                 | Париж            | 27—30 октября   | 5000 $    |
| 1        | Gambit Esports   | Acer Predator Masters Season 3            | Крефельд         | 3—6 ноября      | 25 000 $  |
| 1        | Gambit Esports   | DreamHack Open Winter 2016                | Йёнчёпинг        | 24—26 ноября    | 50 000 $  |
| 2017 год |                  |                                           |                  |                 |           |
| 5—8      | Gambit Esports   | ELEAGUE Major: Atlanta 2017               | Атланта          | 22—29 января    | 35 000 $  |
| 2        | Gambit Esports   | cs_summit 1                               | Лос Анджелес     | 20—23 апреля    | 33 750 $  |
| 1        | Gambit Esports   | DreamHack Open Austin 2017                | Остин            | 28—30 апреля    | 50 000 $  |
| 5—6      | Gambit Esports   | DreamHack Open Summer 2017                | Йёнчёпинг        | 17—19 июня      | 3000 $    |
| 1        | Gambit Esports   | PGL Major Kraków 2017                     | Краков           | 16—23 июля      | 500 000 $ |
| 1        | Team Ukraine     | WESG 2017 Europe Finals                   | Барселона        | 23—26 ноября    | 40 000 $  |
| 1        | Natus Vincere    | DreamHack Open Winter 2017                | Йёнчёпинг        | 1—3 декабря     | 50 000 $  |
| 2018 год |                  |                                           |                  |                 |           |
| 3—4      | Natus Vincere    | ELEAGUE Major: Boston 2018                | Атланта/Бостон   | 12—28 января    | 70 000 $  |
| 2        | Natus Vincere    | StarLadder & i-League StarSeries Season 4 | Киев             | 17—25 февраля   | 50 000 $  |
| 2        | Natus Vincere    | DreamHack Masters Marseille 2018          | Марсель          | 18—22 апреля    | 50 000 $  |
| 3—4      | Natus Vincere    | ESL Pro League Season 7                   | Даллас           | 14—20 мая       | 55 000 $  |
| 1        | Natus Vincere    | StarSeries i-League Season 5              | Киев             | 28 мая — 3 июня | 125 000 $ |
| 1        | Natus Vincere    | CS:GO Asia Championships 2018             | Шанхай           | 14—18 июня      | 150 000 $ |
| 1        | Natus Vincere    | ESL One Cologne 2018                      | Кёльн            | 3—8 июля        | 125 000 $ |
| 2        | Natus Vincere    | FACEIT Major: London 2018                 | Лондон           | 6—23 сентября   | 150 000 $ |
| 1        | Natus Vincere    | BLAST Pro Series: Copenhagen 2018         | Копенгаген       | 2—3 ноября      | 125 000 $ |
| 3        | Natus Vincere    | ESL One Cologne 2019                      | Кёльн            | 2—7 июля        | 22 000$   |